# Odznaka Honorowa za Zasługi dla Ochrony Środowiska i Klimatu
Odznaka honorowa za Zasługi dla Ochrony Środowiska i Klimatu – polskie odznaczenie resortowe, ustanowione 25 kwietnia 2022 rozporządzeniem Rady Ministrów jako zaszczytne honorowe wyróżnienie.
Zastąpiła ona nadawaną uprzednio odznakę „Za Zasługi dla Ochrony Środowiska i Gospodarki Wodnej”.

## Zasady nadawania
Odznaka może być nadawana osobom fizycznym, w tym cudzoziemcom, za szczególne osiągnięcia na rzecz ochrony środowiska i klimatu.
Odznakę nadaje minister właściwy do spraw klimatu, z własnej inicjatywy lub na wniosek:
- ministra lub kierownika urzędu centralnego;
- organu administracji rządowej w województwie lub organu samorządu terytorialnego;
- jednostki naukowej, której statutową działalnością jest działalność na rzecz ochrony środowiska i klimatu;
- stowarzyszenia, fundacji lub innej organizacji pozarządowej, których statutowym zadaniem jest działalność na rzecz ochrony środowiska i klimatu;
- kierownika jednostki organizacyjnej podległej lub nadzorowanej przez ministra właściwego ds. klimatu;
- przedsiębiorstwa[a], którego działalność gospodarcza jest prowadzona na rzecz ochrony środowiska i klimatu.

Odznaka może być nadana tej samej osobie tylko raz.
Odznakę wręcza minister właściwy ds. klimatu lub osoba przez niego upoważniona.

## Insygnia
Odznakę stanowi okrągły medal o średnicy 33 mm wykonany z metalu w kolorze srebrnym, z uszkiem, pierścieniem i kółkiem do zawieszenia na wstążce. Na otoku strony licowej widnieje, biegnący od dołu, wklęsły napis ZA ZASŁUGI DLA OCHRONY ŚRODOWISKA I KLIMATU przerwany dołem, wijącą się w górę, wstęgą stylizowanej rzeki sięgającej przedstawienia gór z lasem i trawami u podnóża, ze wschodzącą nad całością tarczą słońca. Przestrzeń po bokach środkowej części rzeki oraz niebo są ażurowe. Strona odwrotna jest gładka z widniejącym pośrodku wklęsłym monogramem z liter RP.
Medal jest zawieszony na wstążce zielonej z rypsu jedwabnego o szerokości 30 mm, mającej po brzegach dwa połączone 2 mm prążki biało-czerwone, czerwienią na zewnątrz. Wstążka górą jest przeciągnięta przez podłużny otwór w metalowej listewce w kolorze srebrnym, o wysokości 12 mm i szerokości 33 mm, z wklęsłym przedstawieniem dwóch, połączonych pośrodku, stylizowanych gałązek wawrzynu. Na odwrocie listewki znajduje się zapięcie agrafkowe.
Odznakę nosi się na lewej stronie piersi, po orderach i odznaczeniach.